# Список глав манги «Сейлор Мун»
Это список глав манга-серии «Сейлор Мун», написанной и нарисованной Наоко Такэути, и выпускавшейся в журнале Nakayoshi с февраля 1992 года по март 1997-го.
Изначально серия была издана в Японии в 18 танкобонах издательством Kodansha. Первый том вышел 6 июля 1992 года, а последний — 4 апреля 1997 года. Позже она была переиздана в 12-томном синсобан-издании к завершению игрового телесериала Pretty Guardian Sailor Moon с некоторыми изменениями и обновлениями диалогов и рисунка. 1 том был выпущен 22 сентября 2003 года, а 12 том — 23 июля 2004 года. Российское издание повторяет синсобан-версию.
По манге было создано множество других мультимедийных продуктов, включая одноимённое 200-серийное аниме компании Toei Animation. Также Toei выпущено три полнометражных анимационных фильма и серия мюзиклов, 49-серийный сериал с живыми актёрами и двумя сиквелами, кроме того вышло большое количество компьютерных игр.

## Список томов
| № | Дата публикации | ISBN |
| --- | --- | --- |
| 1 | 6 июля 1992 | ISBN 978-4-06-178721-6 |
| - Акт 1: "Усаги — Сейлор Мун" (яп. うさぎ-SAILORMOON "Усаги SAILORMOON") - Акт 2. "Ами — Сейлор Меркурий" (яп. 亜美-SAILORMERCURY "Ами SAILORMERCURY") - Акт 3. "Рэй — Сейлор Марс" (яп. レイ-SAILORMARS "Рэй SAILORMARS") - Акт 4. "Бал-маскарад" (яп. Masquerade-仮面舞踏会 "Мэскрейд Камэн Буто:каи") - Акт 5. "Макото — Сейлор Юпитер" (яп. まこと-SAILORJUPITER "Макото SAILORJUPITER") | - Акт 1: "Усаги — Сейлор Мун" (яп. うさぎ-SAILORMOON "Усаги SAILORMOON") - Акт 2. "Ами — Сейлор Меркурий" (яп. 亜美-SAILORMERCURY "Ами SAILORMERCURY") - Акт 3. "Рэй — Сейлор Марс" (яп. レイ-SAILORMARS "Рэй SAILORMARS") - Акт 4. "Бал-маскарад" (яп. Masquerade-仮面舞踏会 "Мэскрейд Камэн Буто:каи") - Акт 5. "Макото — Сейлор Юпитер" (яп. まこと-SAILORJUPITER "Макото SAILORJUPITER") | Персонаж на обложке - Сейлор Мун |
| 2 | 6 октября 1992 | ISBN 978-4-06-178731-5 |
| - Акт 6: "Такседо Маск" (яп. タキシード仮面-TUXEDO MASK "Такиси:до Камэн TUXEDO MASK") - Акт 7. "Мамору Тиба — Такседо Маск" (яп. 地場衛-TUXEDO MASK "Тиба Мамору TUXEDO MASK") - Акт 8. "Минако — Сейлор V" (яп. 美奈子-SAILOR V "Минако SAILOR V") - Акт 9. "Принцесса Серенити" (яп. セレニティ-PRINCESS "Сэрэнити PRINCESS") | - Акт 6: "Такседо Маск" (яп. タキシード仮面-TUXEDO MASK "Такиси:до Камэн TUXEDO MASK") - Акт 7. "Мамору Тиба — Такседо Маск" (яп. 地場衛-TUXEDO MASK "Тиба Мамору TUXEDO MASK") - Акт 8. "Минако — Сейлор V" (яп. 美奈子-SAILOR V "Минако SAILOR V") - Акт 9. "Принцесса Серенити" (яп. セレニティ-PRINCESS "Сэрэнити PRINCESS") | Персонажи на обложке - Такседо Маск - Сейлор Мун - Луна |
| 3 | 6 апреля 1993 | ISBN 978-4-06-178744-5 |
| - Акт 10: "Луна" (яп. MOON-月 "MOON Цуки") - Акт 11. "Эндимион" (яп. 再開-ENDYMION "Сайкай ENDYMION") - Акт 12. "- Реинкарнация" (яп. 決戦-REINCARNATION "Кэссэн REINCARNATION") | - Акт 10: "Луна" (яп. MOON-月 "MOON Цуки") - Акт 11. "Эндимион" (яп. 再開-ENDYMION "Сайкай ENDYMION") - Акт 12. "- Реинкарнация" (яп. 決戦-REINCARNATION "Кэссэн REINCARNATION") | Персонажи на обложке - Сейлор Мун - Сейлор Меркурий - Сейлор Марс - Сейлор Юпитер - Сейлор Венера                                                                                             |
| 4 | 6 июля 1993 | ISBN 978-4-06-178753-7 |
| - Акт 13: "-Petit etranger" (яп. 終結 そして 始まり-Petit etranger "Сю:кэцу Соситэ Ходзимари PETIT ETRANGER") - Акт 14. "Клан Чёрной Луны — Сейлор Марс" (яп. ブラック·ムーン·コーアン-SAILOR MARS "Буракку Му:н Ко:ан SAILORMARS") - Акт 15. "Чёрная Луна Берти — Сейлор Меркурий" (яп. ブラック·ムーン·ベルチェ-SAILOR MERCURY "Буракку Му:н Бэрутэ: SAILORMERCURY") - Акт 16. "Чёрная Луна Петц ― Сейлор Юпитер" (яп. ブラック·ムーン·ペッツ-SAILOR JUPITER "Буракку Му:н Пэццу SAILORJUPITER")                                | - Акт 13: "-Petit etranger" (яп. 終結 そして 始まり-Petit etranger "Сю:кэцу Соситэ Ходзимари PETIT ETRANGER") - Акт 14. "Клан Чёрной Луны — Сейлор Марс" (яп. ブラック·ムーン·コーアン-SAILOR MARS "Буракку Му:н Ко:ан SAILORMARS") - Акт 15. "Чёрная Луна Берти — Сейлор Меркурий" (яп. ブラック·ムーン·ベルチェ-SAILOR MERCURY "Буракку Му:н Бэрутэ: SAILORMERCURY") - Акт 16. "Чёрная Луна Петц ― Сейлор Юпитер" (яп. ブラック·ムーン·ペッツ-SAILOR JUPITER "Буракку Му:н Пэццу SAILORJUPITER")                                | Персонажи на обложке - Сейлор Мун - Сейлор Меркурий - Сейлор Марс - Сейлор Юпитер - Сейлор Венера                                                                                             |
| 5 | 6 ноября 1993 | ISBN 978-4-06-178764-3 |
| - Акт 17: "Чёрная Луна Карабэрасу - Сейлор Венера" (яп. ブラックムーン·カラベラス-SAILOR VENUS "Буракку Му:н Карабэрасу SAILOR VENUS") - Акт 18. "Сейлор Плутон" (яп. タイムワープ-SAILORPLUTO "Таиму ва:пу: SAILOR PLUTO") - Акт 19. "Хрустальный Токио - Король Эндимион" (яп. クリスタルトーキョー-KING ENDYMION "Курисутару Токё KING ENDYMION") - "Дневник Чибиусы" (яп. ちびうさ絵日記(番外編) "Тибиуса Эникки (Бангайхэн)")                                                                                                | - Акт 17: "Чёрная Луна Карабэрасу - Сейлор Венера" (яп. ブラックムーン·カラベラス-SAILOR VENUS "Буракку Му:н Карабэрасу SAILOR VENUS") - Акт 18. "Сейлор Плутон" (яп. タイムワープ-SAILORPLUTO "Таиму ва:пу: SAILOR PLUTO") - Акт 19. "Хрустальный Токио - Король Эндимион" (яп. クリスタルトーキョー-KING ENDYMION "Курисутару Токё KING ENDYMION") - "Дневник Чибиусы" (яп. ちびうさ絵日記(番外編) "Тибиуса Эникки (Бангайхэн)")                                                                                                | Персонаж на обложке - Принцесса Серенити |
| 6 | 5 марта 1994 | ISBN 978-4-06-178772-8 |
| - Акт 20: "Немезис -" (яп. NEMESIS-錯綜 "NEMESIS Сакусо:") - Акт 21. "Немезис -" (яп. NEMESIS-暗躍 "NEMESIS Аняку") - Акт 22. "- Тёмная Леди" (яп. 攻撃-BLACK LADY "Ко:гэки BLACK LADY") | - Акт 20: "Немезис -" (яп. NEMESIS-錯綜 "NEMESIS Сакусо:") - Акт 21. "Немезис -" (яп. NEMESIS-暗躍 "NEMESIS Аняку") - Акт 22. "- Тёмная Леди" (яп. 攻撃-BLACK LADY "Ко:гэки BLACK LADY") | Персонажи на обложке - Сейлор Мун - Сейлор Меркурий - Сейлор Марс - Сейлор Юпитер - Сейлор Венера - Сейлор Плутон                                                                             |
| 7 | 7 июля 1994 | ISBN 978-4-06-178781-0 |
| - Акт 23: "-NEVER ENDING" (яп. 再生-NEVER ENDING "Саисэи NEVER ENDING") - Акт 24. "Бесконечность 1 - Предчувствие" (яп. 無限1-予感 "Мугэн 1 Ёкан") | - Акт 23: "-NEVER ENDING" (яп. 再生-NEVER ENDING "Саисэи NEVER ENDING") - Акт 24. "Бесконечность 1 - Предчувствие" (яп. 無限1-予感 "Мугэн 1 Ёкан") | Персонажи на обложке - Сейлор Мун - Сейлор Чиби Мун |
| 8 | 2 ноября 1994 | ISBN 978-4-06-178790-2 |
| - Акт 25: "Бесконечность 2 - " (яп. 無限2-波紋 "Мугэн 2 Хамон") - Акт 26. "Бесконечность 3 - Две новые воительницы" (яп. 無限3-2人-NEW SOLDIERS "Мугэн 3 Футари NEW SOLDIERS") - Акт 27: "Бесконечность 4 - Сейлор Уран - Харука Тэнно Сейлор Нептун - Мичиру Кайо" (яп. 無限4-SAILOR URANUS-天王はるかSAILOR NEPTUNE-海王みちる "Мугэн 4 SAILORURANUS Тэнно: Харука SAILORNEPTUNE Кайо: Митиру") - Акт 28. "Бесконечность 5 - Сейлор Плутон - Сэцуна Мейо" (яп. 無限5-SAILORPLUTO-冥王せつな "Мугэн 5 SAILORPLUTO Мэйо: Сэцуна") | - Акт 25: "Бесконечность 2 - " (яп. 無限2-波紋 "Мугэн 2 Хамон") - Акт 26. "Бесконечность 3 - Две новые воительницы" (яп. 無限3-2人-NEW SOLDIERS "Мугэн 3 Футари NEW SOLDIERS") - Акт 27: "Бесконечность 4 - Сейлор Уран - Харука Тэнно Сейлор Нептун - Мичиру Кайо" (яп. 無限4-SAILOR URANUS-天王はるかSAILOR NEPTUNE-海王みちる "Мугэн 4 SAILORURANUS Тэнно: Харука SAILORNEPTUNE Кайо: Митиру") - Акт 28. "Бесконечность 5 - Сейлор Плутон - Сэцуна Мейо" (яп. 無限5-SAILORPLUTO-冥王せつな "Мугэн 5 SAILORPLUTO Мэйо: Сэцуна") | Персонаж на обложке - Усаги Цукино |
| 9 | 6 февраля 1995 | ISBN 978-4-06-178797-1 |
| - Акт 29: "Бесконечность 6 - Три воина" (яп. 無限6-3戦士 "Мугэн 6 Сан Сэнси") - Акт 30. "Бесконечность 7 - Превращение - Супер Сейлор Мун" (яп. 無限7-変身-SUPER SAILORMOON "Мугэн 7 Хэнсин SUPER SAILORMOON") - Акт 31: "Бесконечность 8 - Бесконечный лабиринт 1" (яп. 無限8-「無限迷宮」1 "Мугэн 8 Мугэн Мэйкю: 1") - Акт 32. "Бесконечность 9 - Бесконечный лабиринт 2" (яп. 無限9-「無限迷宮」2 "Мугэн 9 Мугэн Мэйкю: 2") | - Акт 29: "Бесконечность 6 - Три воина" (яп. 無限6-3戦士 "Мугэн 6 Сан Сэнси") - Акт 30. "Бесконечность 7 - Превращение - Супер Сейлор Мун" (яп. 無限7-変身-SUPER SAILORMOON "Мугэн 7 Хэнсин SUPER SAILORMOON") - Акт 31: "Бесконечность 8 - Бесконечный лабиринт 1" (яп. 無限8-「無限迷宮」1 "Мугэн 8 Мугэн Мэйкю: 1") - Акт 32. "Бесконечность 9 - Бесконечный лабиринт 2" (яп. 無限9-「無限迷宮」2 "Мугэн 9 Мугэн Мэйкю: 2") | Персонажи на обложке - Супер Сейлор Мун - Сейлор Меркурий - Сейлор Марс - Сейлор Юпитер - Сейлор Венера - Супер Сейлор Чиби Мун - Сейлор Сатурн - Сейлор Уран - Сейлор Нептун - Сейлор Плутон |
| 10 | 6 июня 1995 | ISBN 978-4-06-178806-0 |
| - Act 33: "Бесконечность 10 - Бесконечность" (яп. 無限10-∞「無限大」 "Мугэн 10 Мугэндаи") - "" (яп. ちびうさ絵日記 "Тибиуса Эникки") | - Act 33: "Бесконечность 10 - Бесконечность" (яп. 無限10-∞「無限大」 "Мугэн 10 Мугэндаи") - "" (яп. ちびうさ絵日記 "Тибиуса Эникки") | Персонаж на обложке - Супер Сейлор Мун |
| 11 | 6 июля 1995 | ISBN 978-4-06-178809-1 |
| - "Любимый принцессы Кагуи" (яп. かぐや姫の恋人 "Кагуя химэ но Коибито") - "Память Касабланки" (яп. カサブランカ·メモリー "Касабуранка Мэмории") | - "Любимый принцессы Кагуи" (яп. かぐや姫の恋人 "Кагуя химэ но Коибито") - "Память Касабланки" (яп. カサブランカ·メモリー "Касабуранка Мэмории") | Персонажи на обложке - Супер Сейлор Мун - Луна в человеческой форме |
| 12 | 6 сентября 1995 | ISBN 978-4-06-178814-5 |
| - Акт 34: "Мечта 1 - " (яп. 夢1-日食ドリーム "Юмэ 1 Ниссхоку Дори:му") - Акт 35: "Мечта 2 - Мечта Меркурия" (яп. 夢2-マーキュリー·ドリーム "Юмэ 2 Ма:кюри: Дори:му") - Акт 36: "Мечта 3 - Мечта Марса" (яп. 夢3-マーズ·ドリーム "Юмэ 3 Ма:дзу Дори:му") | - Акт 34: "Мечта 1 - " (яп. 夢1-日食ドリーム "Юмэ 1 Ниссхоку Дори:му") - Акт 35: "Мечта 2 - Мечта Меркурия" (яп. 夢2-マーキュリー·ドリーム "Юмэ 2 Ма:кюри: Дори:му") - Акт 36: "Мечта 3 - Мечта Марса" (яп. 夢3-マーズ·ドリーム "Юмэ 3 Ма:дзу Дори:му") | Персонажи на обложке - Мамору Чиба - Усаги Цукино |
| 13 | 6 декабря 1995 | ISBN 978-4-06-178820-6 |
| - Акт 37: "Мечта 4 - Мечта Юпитера" (яп. 夢4-ジュピター·ドリーム "Юмэ 4 Юрита: Дори:му") - Акт 38: "Мечта 5 - Мечта Венеры" (яп. 夢5-ヴィーナス·ドリーム "Юмэ 5 Ви:насу Дори:му") - "Меланхолия Мако" (яп. まこちゃんのユーウツ "Мако тян но Ю:уцу") - "Первая любовь Ами" (яп. 亜美ちゃんの初恋 "Ами тян но Хацукои") - "Школьная битва Рэй и Минако" (яп. レイと美奈子の女子高バトル "Рэй то Минако но Дзёсико: Батору") | - Акт 37: "Мечта 4 - Мечта Юпитера" (яп. 夢4-ジュピター·ドリーム "Юмэ 4 Юрита: Дори:му") - Акт 38: "Мечта 5 - Мечта Венеры" (яп. 夢5-ヴィーナス·ドリーム "Юмэ 5 Ви:насу Дори:му") - "Меланхолия Мако" (яп. まこちゃんのユーウツ "Мако тян но Ю:уцу") - "Первая любовь Ами" (яп. 亜美ちゃんの初恋 "Ами тян но Хацукои") - "Школьная битва Рэй и Минако" (яп. レイと美奈子の女子高バトル "Рэй то Минако но Дзёсико: Батору") | Персонажи на обложке - Сейлор Меркурий - Сейлор Марс - Сейлор Юпитер - Сейлор Венера |
| 14 | 6 марта 1996 | ISBN 978-4-06-178826-8 |
| - Акт 39: "Мечта 6 - Мечты нового воина" (яп. 夢6-ニュー·ソルジャー·ドリーム "Юмэ 6 Ню Срудзя: Дори:му") - Акт 40: "Мечта 7 - Мечта Элизиума" (яп. 夢7-エリュシオン·ドリーム "Юмэ 7 Эрусион Дори:му") | - Акт 39: "Мечта 6 - Мечты нового воина" (яп. 夢6-ニュー·ソルジャー·ドリーム "Юмэ 6 Ню Срудзя: Дори:му") - Акт 40: "Мечта 7 - Мечта Элизиума" (яп. 夢7-エリュシオン·ドリーム "Юмэ 7 Эрусион Дори:му") | Персонажи на обложке - Сейлор Сатурн - Сейлор Уран - Сейлор Нептун - Сейлор Плутон |
| 15 | 5 июля 1996 | ISBN 978-4-06-178835-0 |
| - Акт 41: "Мечта 8 - Мечта Мёртвой Луны" (яп. 夢8-デッド·ムーン·ドリーム "Юмэ 8 Дэддо Му:н Лори:му") - Акт 42: "Мечта 9 - Мечты Земли и Луны" (яп. 夢9-アース アンド ムーン ドリーム "Юмэ 9 Аасу андо Му:н Дори:му") - "" (яп. ちびうさ絵日記 "Тибиуса Эникки") | - Акт 41: "Мечта 8 - Мечта Мёртвой Луны" (яп. 夢8-デッド·ムーン·ドリーム "Юмэ 8 Дэддо Му:н Лори:му") - Акт 42: "Мечта 9 - Мечты Земли и Луны" (яп. 夢9-アース アンド ムーン ドリーム "Юмэ 9 Аасу андо Му:н Дори:му") - "" (яп. ちびうさ絵日記 "Тибиуса Эникки") | Персонажи на обложке - Принц Эндимион - Принцесса Серенити |
| 16 | 6 сентября 1996 | ISBN 978-4-06-178841-1 |
| - Акт 43: "Звёзды 1" (яп. スターズ1 "Сута:дзу 1") - Акт 44: "Звёзды 2" (яп. スターズ2 "Сута:дзу 2") - Акт 45: "Звёзды 3" (яп. スターズ3 "Сута:дзу 3") | - Акт 43: "Звёзды 1" (яп. スターズ1 "Сута:дзу 1") - Акт 44: "Звёзды 2" (яп. スターズ2 "Сута:дзу 2") - Акт 45: "Звёзды 3" (яп. スターズ3 "Сута:дзу 3") | Персонаж на обложке - Вечная Сейлор Мун |
| 17 | 6 декабря 1996 | ISBN 978-4-06-178849-7 |
| - Акт 46: "Звёзды 4" (яп. スターズ4 "Сута:дзу 4") - Акт 47: "Звёзды 5" (яп. スターズ5 "Сута:дзу 5") - Акт 48: "Звёзды 6" (яп. スターズ6 "Сута:дзу 6") - (яп. ちびうさ絵日記 Тибиуса Эникки) | - Акт 46: "Звёзды 4" (яп. スターズ4 "Сута:дзу 4") - Акт 47: "Звёзды 5" (яп. スターズ5 "Сута:дзу 5") - Акт 48: "Звёзды 6" (яп. スターズ6 "Сута:дзу 6") - (яп. ちびうさ絵日記 Тибиуса Эникки) | Персонаж на обложке - Вечная Сейлор Мун |
| 18 | 4 апреля 1997 | ISBN 978-4-06-178858-9 |
| - Act 49: "Звёзды 7" (яп. スターズ7 "Сута:дзу 7") - Act 50: "Звёзды 8" (яп. スターズ8 "Сута:дзу 8") - Act 51: "Звёзды 9" (яп. スターズ9 "Сута:дзу 9") - Act 52: "Звёзды 10" (яп. スターズ10 "Сута:дзу 10") | - Act 49: "Звёзды 7" (яп. スターズ7 "Сута:дзу 7") - Act 50: "Звёзды 8" (яп. スターズ8 "Сута:дзу 8") - Act 51: "Звёзды 9" (яп. スターズ9 "Сута:дзу 9") - Act 52: "Звёзды 10" (яп. スターズ10 "Сута:дзу 10") | Персонаж на обложке - Усаги Цукино |

## Короткие истории в синсобан-издании
В 2003—2004 годах манга была выпущена в новом издании. В томах было увеличено количество глав и вся серия состояла уже из 12 танкобонов. Также в новом издании было выпущено два дополнительных тома, содержавших короткие истории про героев манги.
| № | Дата публикации | ISBN                                               |
| --- | --- | -------------------------------------------------- |
| 1 | 24 августа 2004 | ISBN 978-4-06-334910-8                             |
| - "Beware the Exchange Student!" (яп. 転校生にご用心! "Тэнко:сэи ни гоё:дзин!") - "Beware the Tanabata!" (яп. 七夕にご用心! "Танабата ни гоё:дзин!") - "Beware Cavities!" (яп. 虫歯にご用心! "Мусиба ни гоё:дзин!") - "Mako-chan's Depression!" (яп. まこちゃんのユーウツ! "Мако-тян но Ю:уцу!") - "Ami-chan's First Love!" (яп. 亜美ちゃんの初恋! "Ами-тян но Хацукои!") - "Rei and Minako's Girls' School Battle!?" (яп. レイと美奈子の女子校バトル!? "Рэй то Минако но Дзёсико: Батору!?") - "The Secret Hammer Price Hall" (яп. ヒミツのハンマープライス堂 "Химицу но Ханмаа Пураису Доу") | - "Beware the Exchange Student!" (яп. 転校生にご用心! "Тэнко:сэи ни гоё:дзин!") - "Beware the Tanabata!" (яп. 七夕にご用心! "Танабата ни гоё:дзин!") - "Beware Cavities!" (яп. 虫歯にご用心! "Мусиба ни гоё:дзин!") - "Mako-chan's Depression!" (яп. まこちゃんのユーウツ! "Мако-тян но Ю:уцу!") - "Ami-chan's First Love!" (яп. 亜美ちゃんの初恋! "Ами-тян но Хацукои!") - "Rei and Minako's Girls' School Battle!?" (яп. レイと美奈子の女子校バトル!? "Рэй то Минако но Дзёсико: Батору!?") - "The Secret Hammer Price Hall" (яп. ヒミツのハンマープライス堂 "Химицу но Ханмаа Пураису Доу") | Персонажи на обложке - Малышка - Чиби Чиби         |
| 2 | 22 сентября 2004 | ISBN 978-4-06-334915-3                             |
| - "Lover of Princess Kaguya" (яп. かぐや姫の恋人 "Кагуя химэ но коибито") - "Casablanca Memory" (яп. カサブランカ·メモリー "Касабуранка Мэмории") - "Parallel Sailormoon" (яп. ぱられる せぇらぁむ〜ん "Парарэру Сэ:ра:му:н") | - "Lover of Princess Kaguya" (яп. かぐや姫の恋人 "Кагуя химэ но коибито") - "Casablanca Memory" (яп. カサブランカ·メモリー "Касабуранка Мэмории") - "Parallel Sailormoon" (яп. ぱられる せぇらぁむ〜ん "Парарэру Сэ:ра:му:н") | Персонажи на обложке - Мамору Джиба - Усаги Цукино |